# Exo Planet 4 – The Elixion (dot)
Exo Planet #4 - The Elyxion [dot]   (stilizzato come EXO PLANET #4 - The EℓyXiOn [dot]) è il terzo album dal vivo della boy band sudcoreana-cinese EXO. È stato pubblicato il 30 gennaio 2019 su etichetta SM Entertainment. Contiene 2 CD e un totale di 35 canzoni.

## Tracce

### CD1
1. The Eve – 2:15
2. Forever – 3:54
3. Ko Ko Bop – 3:23
4. Growl – 3:54
5. Kai – I See You – 3:23
6. Call Me Baby – 4:59
7. Touch It – 3:37
8. Chill – 3:09
9. D.O. – For Life (English Version) – 3:34
10. Going Crazy – 4:17
11. Sweet Lies – 3:57
12. Boomerang – 2:57
13. Lotto – 3:21
14. EXO-CBX – Ka-Ching! (Korean Version) – 2:49
15. Sing For You – 4:34
16. Suho – Playboy – 2:23
17. Baekhyun – Psycho – 2:28

Durata totale: 58:54

### CD2
1. Heaven – 3:43
2. What U Do? – 3:40
3. Lucky One – 3:45
4. Tender Love – 3:35
5. 3.6.5 – 3:05
6. Walk On Memories – 4:49
7. Moonlight – 4:43
8. Chanyeol & Sehun – We Young – 3:45
9. Electric Kiss – 4:00
10. Coming Over (Korean Version) – 2:43
11. Run (Korean Version) – 2:02
12. Drop That (Korean Version) – 2:50
13. Power – 6:27
14. Xiumin – Beyond – 2:56
15. Chen – Years (Korean Version) – 1:43
16. Lucky – 3:16
17. Run – 4:47
18. Universe – 4:25

Durata totale: 66:14

## Date di pubblicazione
| Paese         | Data            | Formato                          | Etichetta               |
| ------------- | --------------- | -------------------------------- | ----------------------- |
| Corea del Sud | 30 gennaio 2019 | CD, download digitale, streaming | SM Entertainment IRIVER |
| Mondo         | 30 gennaio 2019 | Download digitale, streaming     | SM Entertainment IRIVER |

## Classifiche
| Classifica (2019) | Posizione massima |
| ----------------- | ----------------- |
| Giappone          | 90                |